# Morunglav
Morunglav é uma comuna romena localizada no distrito de Olt, na região de Oltênia. A comuna possui uma área de 62.10 km² e sua população era de 2755 habitantes segundo o censo de 2007.